# Alina Gridniewa
Alina Siergiejewna Gridniewa (ros. Алина Сергеевна Гриднева; ur. 2 marca 1992) – rosyjska narciarka dowolna, specjalizująca się w skokach akrobatycznych. W 2012 roku wystartowała na mistrzostwach świata juniorów w Chiesa in Valmalenco, zajmując czwarte miejsce. Na rozgrywanych rok później mistrzostwach świata w Voss była trzynasta. W zawodach Puchar Świata zadebiutowała 20 stycznia 2012 w Lake Placid, zajmując dziesiąte miejsce. Tym samym już w swoim debiucie wywalczyła pierwsze pucharowe punkty. Na podium zawodów tego cyklu po raz pierwszy stanęła 13 lutego 2016 roku w Moskwie, gdzie była najlepsza. W zawodach tych wyprzedziła Żanbotę Ałdabergenową z Kazachstanu i Madison Olsen z USA. Podczas rozgrywanych w 2018 roku igrzysk olimpijskich w Pjongczangu zajęła 21. miejsce.

## Osiągnięcia

### Igrzyska olimpijskie
| Miejsce | Dzień     | Rok  | Miejscowość | Konkurencja        | Zwyciężczyni  |
| ------- | --------- | ---- | ----------- | ------------------ | ------------- |
| 21.     | 16 lutego | 2018 | Pjongczang  | Skoki akrobatyczne | Hanna Huśkowa |

### Mistrzostwa świata
| Miejsce | Dzień   | Rok  | Miejscowość | Konkurencja        | Zwycięzca  |
| ------- | ------- | ---- | ----------- | ------------------ | ---------- |
| 13.     | 7 marca | 2013 | Voss        | Skoki akrobatyczne | Xu Mengtao |

### Puchar Świata

#### Miejsca w klasyfikacji generalnej
- sezon 2011/2012: 79.
- sezon 2012/2013: 79.
- sezon 2015/2016: 21.
- sezon 2017/2018: 46.

#### Miejsca na podium w zawodach
1. Moskwa – 13 lutego 2016 (skoki) – 1. miejsce